# Leveler (album)
Leveler is het vierde studioalbum van de Amerikaanse metalcoreband August Burns Red. Het album piekte op een 11e plaats in de Billboard 200 en verkocht in de eerste week 29.000 kopieën.

## Nummers
| 1.                 | Empire           | 3:52 |
| 2.                 | Internal Cannon  | 3:46 |
| 3.                 | Divisions        | 3:20 |
| 4.                 | Cutting the Ties | 5:02 |
| 5.                 | Pangaea          | 4:20 |
| 6.                 | Carpe Diem       | 5:37 |
| 7.                 | 40 Nights        | 3:54 |
| 8.                 | Salt & Light     | 3:40 |
| 9.                 | Poor Millionaire | 4:28 |
| 10.                | 01/16/2011       | 0:52 |
| 11.                | Boys of Fall     | 4:28 |
| 12.                | Leveler          | 4:47 |
| Totale duur: 48:12 |                  |      |

| Nr. | Titel                                           | Duur |
| --- | ----------------------------------------------- | ---- |
| 13. | Internal Cannon (akoestisch)                    | 5:05 |
| 14. | Pangaea (uitgevoerd door Bells)                 | 6:22 |
| 15. | Boys of Fall (uitgevoerd door Zachery Veilleux) | 4:01 |
| 16. | Empire (MIDI)                                   | 3:49 |

| Nr. | Titel                              | Duur |
| --- | ---------------------------------- | ---- |
| 1.  | God Rest Ye Merry Gentlemen        |      |
| 2.  | Little Drummer Boy (instrumentaal) |      |

## Formatie
- Jake Luhrs – leidende vocalen
- JB Brubaker – leidende gitaar
- Brent Rambler – slaggitaar
- Dustin Davidson – bas, achtergrondvocalen
- Matt Greiner – drums, piano